# أومارألميدا غاريت
أومارألميدا غاريت (بالبرتغالية: João Baptista de Almeida Garrett) (و. 1799 – 1854 م) هو كاتب، وشاعر، ودبلوماسي، وكاتب مسرحي، وسياسي، وروائي برتغالي، ولد في بورتو، توفي في لشبونة، عن عمر يناهز 55 عاماً، بسبب احتشاء.

## التعليم
تعلم في جامعة قلمرية.

## جوائز
حصل على جوائز منها:
- Commander of the Order of the Immaculate Conception of Vila Viçosa ‏.

## وصلات خارجية
- أومارألميدا غاريت على موقع IMDb (الإنجليزية)
- أومارألميدا غاريت على موقع الموسوعة البريطانية (الإنجليزية)
- أومارألميدا غاريت على موقع ألو سيني (الفرنسية)
- أومارألميدا غاريت على موقع ميوزك برينز (الإنجليزية)
- أومارألميدا غاريت على موقع أول موفي (الإنجليزية)
- أومارألميدا غاريت على موقع إن إن دي بي (الإنجليزية)
- أومارألميدا غاريت على موقع ديسكوغز (الإنجليزية)
- أومارألميدا غاريت على موقع قاعدة بيانات الفيلم (الإنجليزية)
- أومارألميدا غاريت على موقع كينوبويسك (الروسية)